# کاریوکا آرنا ۱
کاریوکا آرنا ۱ (انگلیسی: Carioca Arena 1) یک سالن ورزشی در شهر ریو دو ژانیرو، برزیل است.
این ورزشگاه که در منطقه بارا دا تیجوکا قرار دارد میزبان مسابقات بسکتبال بازی‌های المپیک تابستانی ۲۰۱۶ و بسکتبال با ویلچر و راگبی با ویلچر بازی‌های پارالمپیک تابستانی ۲۰۱۶ می‌باشد.